# Roger MacDougall
Roger MacDougall est un auteur dramatique et scénariste britannique, né le 2 août 1910 à Glasgow (Écosse) et mort le 27 mai 1993 à Northwood (Angleterre).

## Biographie
Il accède à la notoriété au début des années 1950 grâce au film L'Homme au complet blanc (The Man in the White Suit) avec Alec Guinness, écrit en collaboration avec John Dighton et Alexander Mackendrick d'après sa propre pièce, qui lui vaut une nomination à l'Oscar du meilleur scénario en 1953.
On lui doit également entre autres les scénarios de La Souris qui rugissait avec Peter Sellers et Un brin d'escroquerie (A Touch of Larceny) avec James Mason (1959), ainsi que les paroles de plusieurs chansons.
Il est l'auteur de nombreuses pièces à succès dont The Gentle Gunman, To Dorothy a Son, MacAdam and Eve (1950), Escapade (1952), The Facts of Life (1954), The Delegate (1955), Hide and Seek (1957), Trouble With Father (1964) et Jack in the Box (1971). Sa pièce la plus célèbre est Double Image, écrite en collaboration avec Ted Allan et créée en 1956 par Laurence Olivier et Richard Attenborough au Savoy Theatre de Londres. Elle connaîtra un immense succès en France sous le titre de Gog et Magog, adaptation de Gabriel Arout, mise en scène de François Périer, avec Jacqueline Maillan, François Périer, René Blancard et Teddy Bilis au Théâtre de la Michodière (plus de 1000 représentations).
À la fin des années 1950, MacDougall développe une sclérose en plaques, devant laquelle le corps médical s'avère encore impuissant. Il parvient à la contrôler grâce à un régime pauvre en glucides, dit régime paléolithique et publiera à ce sujet de nombreux articles dans la presse.